# Roche-et-Raucourt
Roche-et-Raucourt è un comune francese di 150 abitanti situato nel dipartimento dell'Alta Saona nella regione della Borgogna-Franca Contea.

## Società

### Evoluzione demografica
Abitanti censiti